# Østervrå (parochie)
Østervrå (tot 2010: Østervrå Kirkedistrikt)  is een parochie van de Deense Volkskerk in de Deense gemeente Frederikshavn. De parochie maakt deel uit van het bisdom Aalborg en telt 1929 kerkleden op een bevolking van 1929 (2004).
Abildgård · Albæk · Åsted · Bangsbostrand · Elling · Flade · Frederikshavn · Gærum · Hørby · Hulsig · Jerup · Karup · Kvissel · Lyngsaa · Østervrå · Råbjerg · Sæby · Skærum · Skæve · Skagen · Torslev · Understed · Volstrup